# Método de Du Noüy-Padday
El método de du Noüy-Padday es una versión minimizada del método del anillo de du Noüy, en el que se sustituye el gran anillo de platino por una varilla delgada que se utiliza para medir la tensión superficial en equilibrio o la tensión superficial dinámica en una interfaz aire-líquido. En este método, la varilla se orienta perpendicularmente a la interfaz y se mide la fuerza ejercida sobre ella. Basándose en el trabajo de Padday,, este método se utiliza ampliamente en la preparación y monitorización de películas de Langmuir-Blodgett, el desarrollo de tintas y recubrimientos, el cribado farmacéutico y la investigación académica.

## Descripción detallada
La varilla Padday de du Noüy consiste en una varilla, normalmente de unos pocos milímetros cuadrados, que forma un pequeño anillo. La varilla suele estar fabricada con un material metálico compuesto que puede estar rugoso para garantizar una humectación completa en la interfaz. La varilla se limpia con agua, alcohol y una llama o con un ácido fuerte para garantizar la eliminación completa de los tensioactivos. La varilla se fija a una balanza o escala mediante un gancho metálico fino. El método Padday utiliza el método de fuerza de tracción máxima, es decir, se registra la fuerza máxima debida a la tensión superficial cuando la sonda se sumerge por primera vez aproximadamente un milímetro en la solución y luego se retira lentamente de la interfaz. Las principales fuerzas que actúan sobre una sonda son la flotabilidad (debida al volumen de líquido desplazado por la sonda) y la masa del menisco que se adhiere a la sonda. Se trata de una técnica antigua, fiable y bien documentada. 
Una ventaja importante de la técnica de fuerza de tracción máxima es que el ángulo de contacto en retroceso en la sonda es prácticamente cero. La fuerza de tracción máxima se obtiene cuando la fuerza de flotabilidad alcanza su mínimo.
La medición de la tensión superficial utilizada en los dispositivos Padday basados en el método del anillo de du Noüy/fuerza de tracción máxima se explica con más detalle aquí:
La fuerza que actúa sobre la sonda se puede dividir en dos componentes:
i) La flotabilidad derivada del volumen desplazado por la sonda, y
ii) La masa del menisco del líquido adherido a la sonda.
Esta última está en equilibrio con la fuerza de tensión superficial, es decir
{\displaystyle \tau _{p}\gamma \cos \theta =m_{m}g}
donde
- {\displaystyle \tau _{p}} es el perímetro de la sonda,
- {\displaystyle m_{m}} es la tensión superficial y el peso del menisco bajo la sonda. En la situación que nos ocupa, el volumen desplazado por la sonda se incluye en el menisco.
- {\displaystyle \theta } es el ángulo de contacto entre la sonda y la solución que se mide, y es insignificante para la mayoría de las soluciones con sondas de Kibron.

Por lo tanto, la fuerza medida por la balanza viene dada por
{\displaystyle F_{p}=m_{m}g+F_{buoyancy}=\tau _{p}\gamma \ +F_{buoyancy}}
donde
- {\displaystyle F_{p}} es la fuerza que actúa sobre la sonda y
- {\displaystyle F_{buoyancy}} es la fuerza debida a la flotabilidad.

En el punto de desprendimiento, el volumen de la sonda sumergida en la solución desaparece y, por lo tanto, también el término de flotabilidad. Esto se observa como un máximo en la curva de fuerza, que se relaciona con la tensión superficial a través de
{\displaystyle \gamma ={\frac {F_{max}}{\tau _{p}}}}
La derivación anterior es válida para condiciones ideales. Las condiciones no ideales, por ejemplo, debidas a defectos en la forma de la sonda, se compensan en parte en la rutina de calibración utilizando una solución con tensión superficial conocida.

## Ventajas y práctica
A diferencia del anillo de du Noüy, no se requieren factores de corrección para calcular las tensiones superficiales. Debido a su pequeño tamaño, la varilla se puede utilizar en instrumentos de alto rendimiento que utilizan una placa de 96 pocillos para determinar la tensión superficial. El pequeño diámetro de la varilla permite su uso en un pequeño volumen de líquido, con muestras de 50 {\displaystyle \mu }l en algunos dispositivos.
Además, la varilla también permite utilizar el método de Wilhelmy, ya que no se retira completamente durante las mediciones. De este modo, se puede utilizar la tensión superficial dinámica para determinar con precisión la cinética superficial en una amplia gama de escalas temporales.
La técnica Padday también ofrece una baja variabilidad entre operadores y no necesita una mesa antivibratoria. Esta ventaja sobre otros dispositivos permite que los dispositivos Padday se utilicen fácilmente sobre el terreno. La varilla, cuando está fabricada con material compuesto, también es menos propensa a doblarse y, por lo tanto, más barata que la varilla de platino más costosa que se ofrece en el método du Noüy.
En un experimento típico, la varilla se baja mediante un dispositivo manual o automático hasta la superficie que se va a analizar hasta que se forma un menisco, y luego se eleva de modo que el borde inferior de la varilla quede en el plano de la superficie no alterada. Una desventaja de esta técnica es que no permite enterrar la varilla en la superficie para medir la tensión interfacial entre dos líquidos.

## Usos prácticos
Los usos prácticos de un instrumento que utiliza una sola sonda son que permite desarrollar un dispositivo de alto rendimiento. Un dispositivo de tensión superficial de alto rendimiento puede utilizarse para la formulación en tiempo real con el fin de comprender la penetración de fármacos en la barrera hematoencefálica (BHE), comprender la solubilidad de los fármacos, desarrollar un cribado para evaluar la toxicidad de los fármacos, determinar las propiedades fisicoquímicas de los fosfolípidos oxidados y desarrollar nuevos tensioactivos/polímeros.

### Penetración de fármacos en la BHE
Perfilado fisicoquímico de fármacos candidatos poco solubles realizado con un dispositivo de tensión superficial de HTS. Permitió predecir la penetración a través de la barrera hematoencefálica.

### Desarrollo de un cribado para evaluar la toxicidad de los fármacos
Se correlacionó la correlación con los complejos fármaco-lípido con un dispositivo de tensión superficial de alto rendimiento para predecir la fosfolipidosis en determinados fármacos catiónicos.

### Comprensión de la solubilidad de los fármacos
La solubilidad de los fármacos se ha determinado anteriormente mediante el método del agitador. Un dispositivo de alto rendimiento de 96 pocillos ha permitido desarrollar un nuevo método para probar fármacos.

### Fosfolípidos oxidados
Las propiedades fisicoquímicas de los lípidos oxidados se caracterizaron utilizando un dispositivo de alto rendimiento. Dado que estos lípidos oxidados son caros y solo están disponibles en pequeñas cantidades, es mejor utilizar un dispositivo de tensión superficial que solo requiera un pequeño volumen.

### Desarrollo de nuevos tensioactivos/polímeros
Los perfiles de tensión superficial de las soluciones de copolímeros ramificados se
determinaron utilizando un tensiómetro de superficie de HTS en función de la concentración de polímeros para producir gotas de emulsión de agregación activadas por el pH.